# Phthiria dolorosa
Phthiria dolorosa är en tvåvingeart som beskrevs av Samuel Wendell Williston  1901. Phthiria dolorosa ingår i släktet Phthiria och familjen svävflugor. Inga underarter finns listade i Catalogue of Life.